# Symphyotrichum novae-angliae
La Symphyotrichum novae-angliae (antes Aster novae-angliae) es una especie de planta con flores de la familia de las asteráceas (Asteraceae) originaria del centro y este de Norteamérica. Conocida comúnmente como áster de Nueva Inglaterra, margarita peluda de Michaelmas, o margarita de Michaelmas, es una planta herbácea perenne que suele medir entre 30 y 120 centímetros (1 y 4 pies) de altura y entre 60 y 90 cm (2 y 3 pies) de ancho.
Las flores, normalmente de color púrpura intenso, tienen hasta 100 flores liguladas que rara vez son rosas o blancas. Éstas rodean los centros de las flores, que están formados por otros tantos diminutos discos amarillos. La planta crece de forma natural en grupos, con varios tallos erectos que salen de un único punto. Los tallos son robustos, peludos y, en su mayoría, no ramificados. Las hojas lanceoladas y sin dientes sujetan el tallo con apéndices en forma de lóbulo, y las hojas inferiores del tallo suelen marchitarse en el momento de la floración.
El áster de Nueva Inglaterra crece generalmente en ambientes húmedos, pero también se ha encontrado en suelos secos o arenosos. Las semillas y el néctar de esta especie, que florece de agosto a noviembre, son importantes para una gran variedad de animales, como pájaros, abejas y mariposas. Se ha introducido en Europa, Asia Central, La Española, Nueva Zelanda y algunos estados y provincias del oeste de Norteamérica.
La especie híbrida natural del áster de Nueva Inglaterra y el aster de brezo blanco (Symphyotrichum ericoides) se denomina Symphyotrichum × amethystinum y se conoce comúnmente como áster amatista. Puede crecer donde los dos progenitores están muy próximos. Existen unos 50 cultivares de Symphyotrichum novae-angliae, entre ellos los premiados «Brunswick», «Helen Picton» y «James Ritchie». Los indígenas americanos, como los cherokees, iroqueses y potawatomi, la han utilizado para curar múltiples dolencias.

## Descripción
El áster de Nueva Inglaterra es una planta herbácea perenne que forma macizos. Suele medir entre 30 y 120 centímetros (1 y 4 pies) de altura y entre 60 y 90 cm (2 y 3 pies) de anchura. A veces puede alcanzar alturas de 180 a 240 cm (6 a 8 pies). Es cespitosa, crece en matas con varios tallos erectos que emergen de un único punto. Los tallos son robustos y en su mayoría no ramificados. Los tallos superiores y las hojas, junto con algunas partes de las cabezas florales, están cubiertos de pequeñas glándulas en pequeños tallos llamadas «glándulas estipitadas».

### Raíces, tallos y hojas
Las raíces proceden de caudices o rizomas cortos y son gruesas, de aspecto leñoso, a veces con porciones cormoides. De la base de la raíz suelen salir de uno a cinco tallos fuertes, erectos y vellosos. Estos pueden ser de color marrón o violáceo, y en gran parte estipitado-glandulares en la parte superior.
La Symphyotrichum novae-angliae tiene hojas alternas y simples de color verde claro a oscuro, delgadas y a menudo rígidas. Éstas se encuentran en la base, en los tallos y en las ramas de la cabeza de la flor, que tienen generalmente el mismo aspecto lanceolado independientemente de su ubicación en la planta. La excepción son las hojas basales (inferiores), que suelen tener forma espatulada o a veces oblanceolada. Las hojas inferiores del tallo suelen marchitarse o caer cuando la planta florece.
Los márgenes de las hojas son a veces enteros, es decir, lisos en los bordes, sin dientes ni lóbulos, o ciliados, es decir, bordeados de finos pelos[10]. Son sésiles, no tienen pecíolo, y son auriculados, es decir, se agarran al tallo con apéndices en forma de lóbulo.
Las hojas pueden variar de tamaño, siendo las basales y distales (las más altas) normalmente más pequeñas que las que se encuentran a mitad del tallo. Las hojas basales son escasamente hirsutas y miden entre 2 y 6 cm de ancho. Las hojas del tallo suelen ser lanceoladas u oblongas con extremos puntiagudos y tienen glándulas estipitadas en ambos lados. Tienen una longitud media de 5-10 cm y una anchura de 5-2 milímetros. Las hojas distales son oblanceoladas, también estipitado-glandulares y suavemente pubescentes. Las hojas distales miden 3-8 cm de longitud por 6-15 mm de ancho.

### Flores
La Symphyotrichum novae-angliae es una planta perenne que florece a finales de verano y en otoño, con capítulos que se abren en agosto en algunos lugares y en noviembre en otros. Las inflorescencias crecen en conjuntos paniculo-corimbiformes, también llamados «corimbos cimosos». Estas inflorescencias tienen muchas hojas y están bastante apiñadas, normalmente con un capítulo al final de cada pequeña rama. Cada capítulo abierto puede tener hasta 5 cm de diámetro.

#### Involucros y filarias

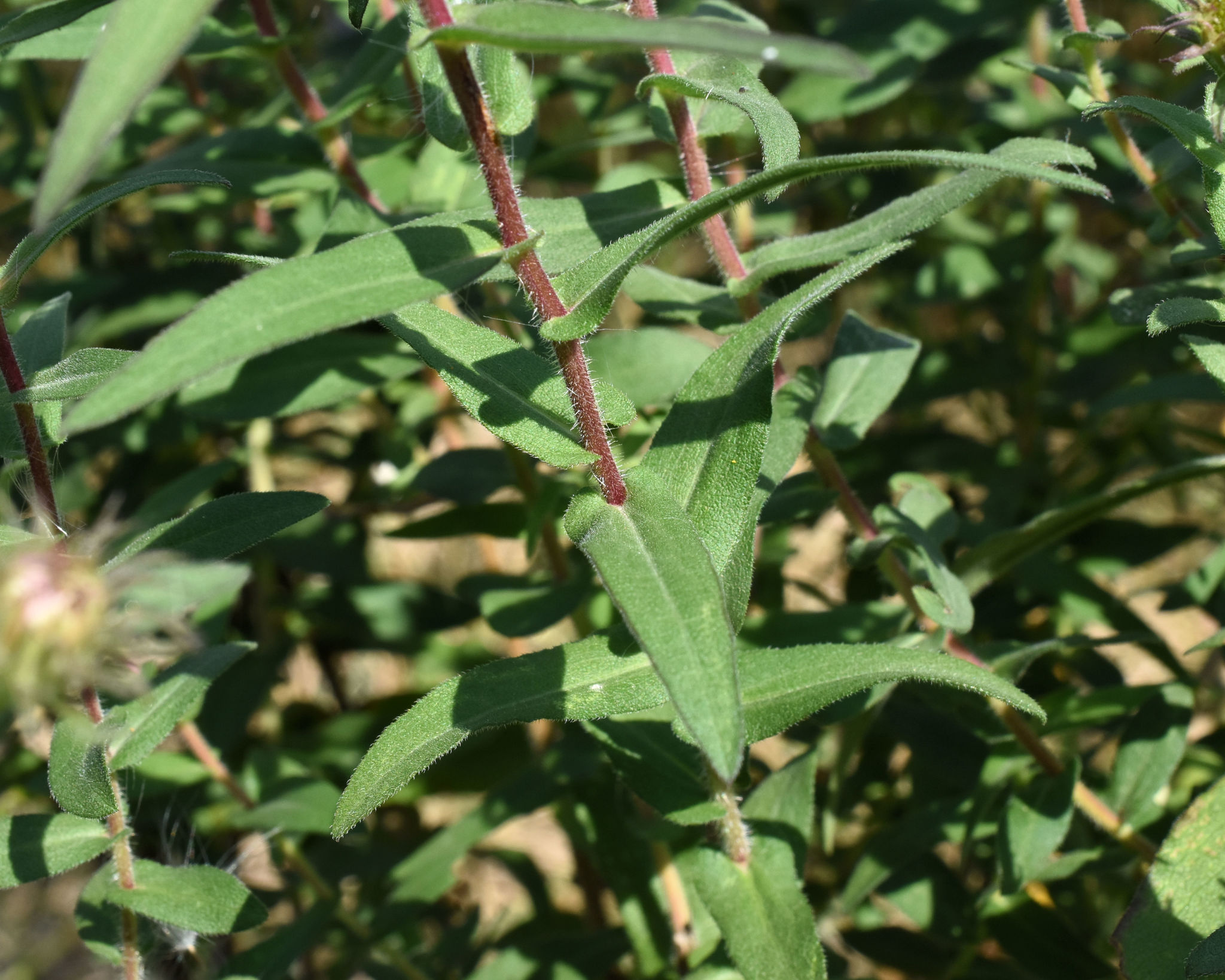
Hojas auriculadas y tallo velloso

En el exterior de las cabezas florales de todos los miembros de la familia Asteraceae hay pequeñas hojas especializadas llamadas «filarias», y juntas forman el involucro que protege las flores individuales de la cabeza antes de que se abran. Los involucros de S. novae-angliae son campanulados (en forma de campana) a hemisféricos (semiesféricos) y suelen tener 7-9 mm de longitud. Los filarios están extendidos y a menudo reflejados y están cubiertos de glándulas estipitadas. Se disponen en 3-5 (a veces hasta 6) filas algo iguales.
|                                   |
| Capítulo con involucro y filarias |

|                                                              |
| Detalle de los tricomas estípite-glandulares de las filarias |

|                                                  |
| Primer plano de las flores del radio y del disco |

|                                |
| Detalle de las flores de disco |

#### Floretes
Cada capítulo está formado por flores del radio y flores del disco en una proporción aproximada de uno a uno, y las primeras aceptan el polen antes y durante más tiempo que las segundas. Las flores del radio, de 40-100, crecen en una, dos o varias series y suelen ser de color púrpura intenso, raramente rosas o blancas. Tienen una longitud media de 10-20 mm y una anchura de 0,8-1,3 mm. Las flores liguladas del género Symphyotrichum son exclusivamente femeninas, cada una tiene un pistilo (con estilo, estigma y ovario) pero no estambre; por lo tanto, las flores liguladas aceptan el polen y cada una puede desarrollar una semilla, pero no producen polen.

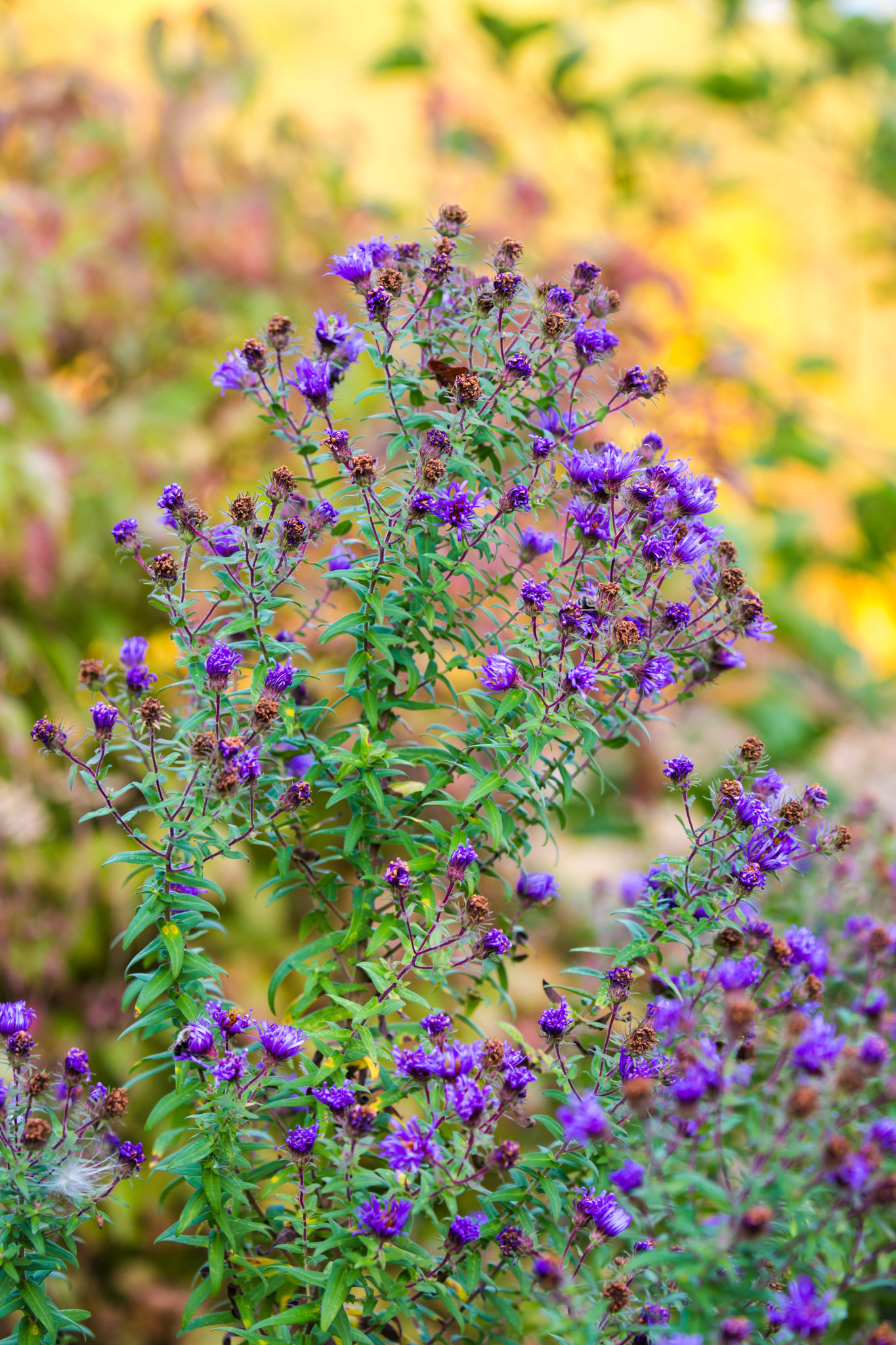
Patrón de crecimiento en matrices paniculo-corymbiformes

Los discos tienen entre 50 y 110 flósculos que empiezan siendo amarillos y más tarde se vuelven púrpuras. Cada flor de disco tiene una profundidad media de 4,5-5,5 mm y está formada por 5 pétalos fusionados, llamados colectivamente «corola», que se abre en 5 lóbulos. Las flores de disco del género Symphyotrichum son andróginas, cada una con partes reproductoras masculinas (estambre, anteras y filamentos) y femeninas; por lo tanto, una flor de disco produce polen y puede desarrollar una semilla.

### Fruto
Los frutos de Symphyotrichum novae-angliae son semillas, no verdaderos aquenios sino cipselas, parecidas a un aquenio pero rodeadas por una vaina de cáliz. Esto es válido para todos los miembros de la familia Asteraceae. Tras la polinización, adquieren un color púrpura apagado o marrón con forma oblonga u obcónica, no están comprimidas y miden 1,8-3 mm de largo y 0,6-1 mm de ancho con 7-10 nervios. También tienen mechones de pelos llamados «pappi», de color leonado o rosado y 4,5-6 mm de longitud.

### Cromosomas

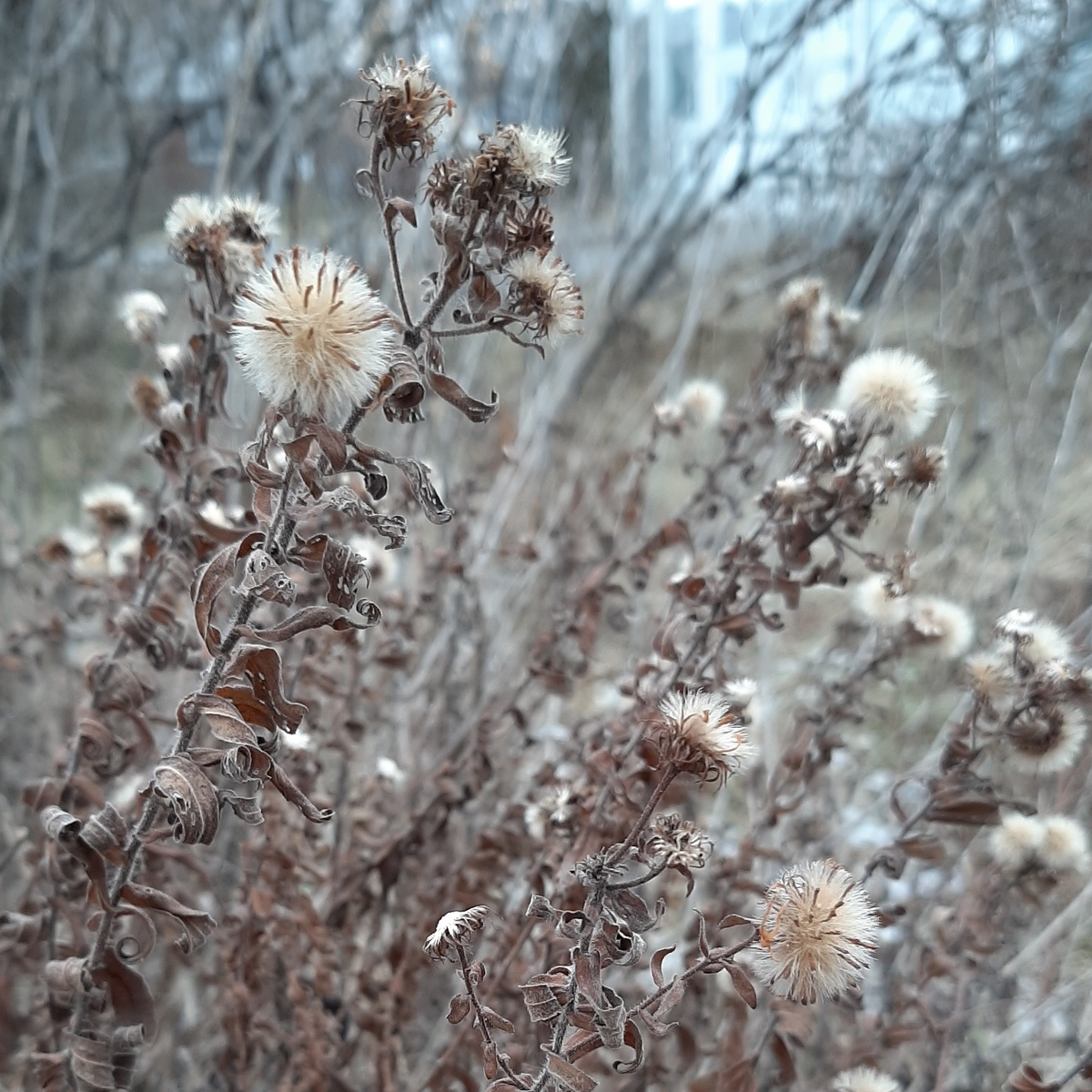
Grandes cabezas de semillas

La Symphyotrichum novae-angliae tiene un número monoploide (también llamado «número base») de cinco cromosomas (x = 5). La especie es diploide con un número total de cromosomas de 10.

## Taxonomía

### Historia y clasificación
El basónimo (nombre científico original) de la especie es Aster novae-angliae L., y tiene muchos sinónimos taxonómicos. Su nombre con citas de autor es Symphyotrichum novae-angliae (L.) G.L.Nesom. El botánico sueco Carl Linnaeus, en 1753, describió formalmente lo que hoy conocemos como S. novae-angliae. Es un miembro del género Symphyotrichum clasificado en el subgénero Virgulus. Se ha colocado en la sección Grandiflori, a veces segregada luego dentro de su propia subsección Polyligulae. También ha sido segregada dentro de su propia sección Polyliguli. El cladograma mostrado sigue la circunscripción de la sección Polyliguli para la especie.

#### Ubicación dentro deSymphyotrichum

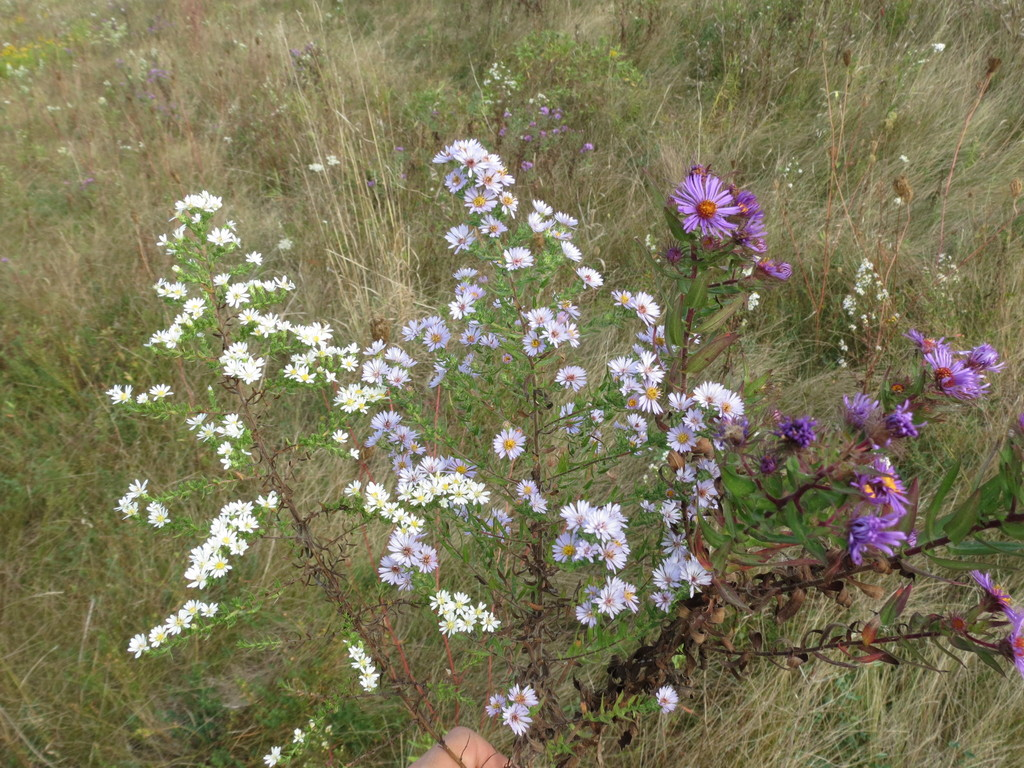
El S. × amethystinum, centro, es un híbrido entre S. novae-angliae, derecha, y S. ericoides, izquierda.

Se han descrito varias variedades y formas, que difieren en el color de la flor, pero generalmente no se reconocen y se consideran sinónimos taxonómicos de la especie.  La hibridación F1 con S. ericoides puede producirse donde las áreas de distribución de estas dos especies se solapan. Llamado Symphyotrichum × amethystinum (áster amatista), el híbrido es intermedio entre las especies parentales en la mayoría de los aspectos. No se han descrito otros híbridos con S. novae-angliae.

### Etimología
La palabra Symphyotrichum tiene como raíz el griego symph, que significa «reunión», y trichum, que significa «pelo». El nombre de la especie novae-angliae se traduce como «Nueva Inglaterra», y el nombre vernáculo «margarita de Michaelmas» deriva de los diversos ásteres, incluida esta especie, que suelen florecer en torno al 29 de septiembre, festividad de San Miguel.
El antiguo género de la especie, Aster, procede del griego antiguo ἀστήρ (astḗr), que significa «estrella», en referencia a la forma de la flor. La palabra «aster» se utilizó para describir una flor con forma de estrella ya en 1542 en De historia stirpium commentarii insignes, un libro del médico y botánico alemán Leonhart Fuchs. Un antiguo nombre común para las especies de Astereae que utiliza el sufijo «-wort» es «starwort», también deletreado «star-wort» o «star wort». Un uso temprano de este nombre se puede encontrar en la misma obra de Fuchs como Sternkraut, traducido del alemán literalmente como «hierba estrella» (Stern Kraut). El nombre «star-wort» fue utilizado por Aiton en su Hortus Kewensis de 1789 para Aster novae-angliae. En esta obra utilizó los nombres comunes «New England cluster'd star-wort» y «New England panicl'd star-wort».

## Distribución y hábitat

### Distribución

#### Origen
El áster de Nueva Inglaterra es nativo de la mayor parte del centro y noreste de Estados Unidos y del sureste de Canadá, desde Manitoba hacia el sur hasta Luisiana y hacia el este hasta Maine. Está ausente de gran parte del extremo sureste de Estados Unidos y de las regiones boreales de Norteamérica. Existen poblaciones aisladas al oeste del área de distribución principal, como en Nuevo México y en las Colinas Negras de Dakota del Sur.

#### Introducción
Debido a su cultivo generalizado, hay poblaciones introducidas en otras partes de Norteamérica, incluyendo Montana, Oregón, Utah, Washington y Wyoming. Se encontró en Nueva Escocia y se consideró un posible escape del cultivo, pero a partir de julio de 2021, se clasifica como nativa allí. Se considera efímera en la Columbia Británica, con avistamientos registrados en 1993 y 1994 cerca de Vancouver, probablemente procedentes de vagones de ferrocarril y residuos de jardinería.
El áster de Nueva Inglaterra está ampliamente naturalizado en la mayor parte de Europa, en partes de Asia Central, en la isla de La Española, y en el país insular de Nueva Zelanda.

### Hábitat
La Symphyotrichum novae-angliae se encuentra en una amplia variedad de hábitats abiertos, típicamente húmedos, incluyendo prados, praderas, marismas, pantanos, bordes de bosques y sitios antropogénicos perturbados, como bordes de carreteras y antiguos campos agrícolas. En su hábitat nativo, crece principalmente en suelos calcáreos húmedos, favoreciendo sitios más pantanosos y húmedos en la parte más occidental de su área de distribución.
Está clasificada en la Lista Nacional de Plantas de Humedales (NWPL) de Estados Unidos con la calificación de indicador de humedal facultativo (FACW) en todas las regiones de humedales, lo que significa que suele estar presente en humedales, pero no por necesidad. Por ejemplo, en un lugar del norte, la península del Niágara en el sur de Ontario, se descubrió que crece en suelos secos y arenosos. Crece mejor en suelos con un pH de 5-7.

## Ecología

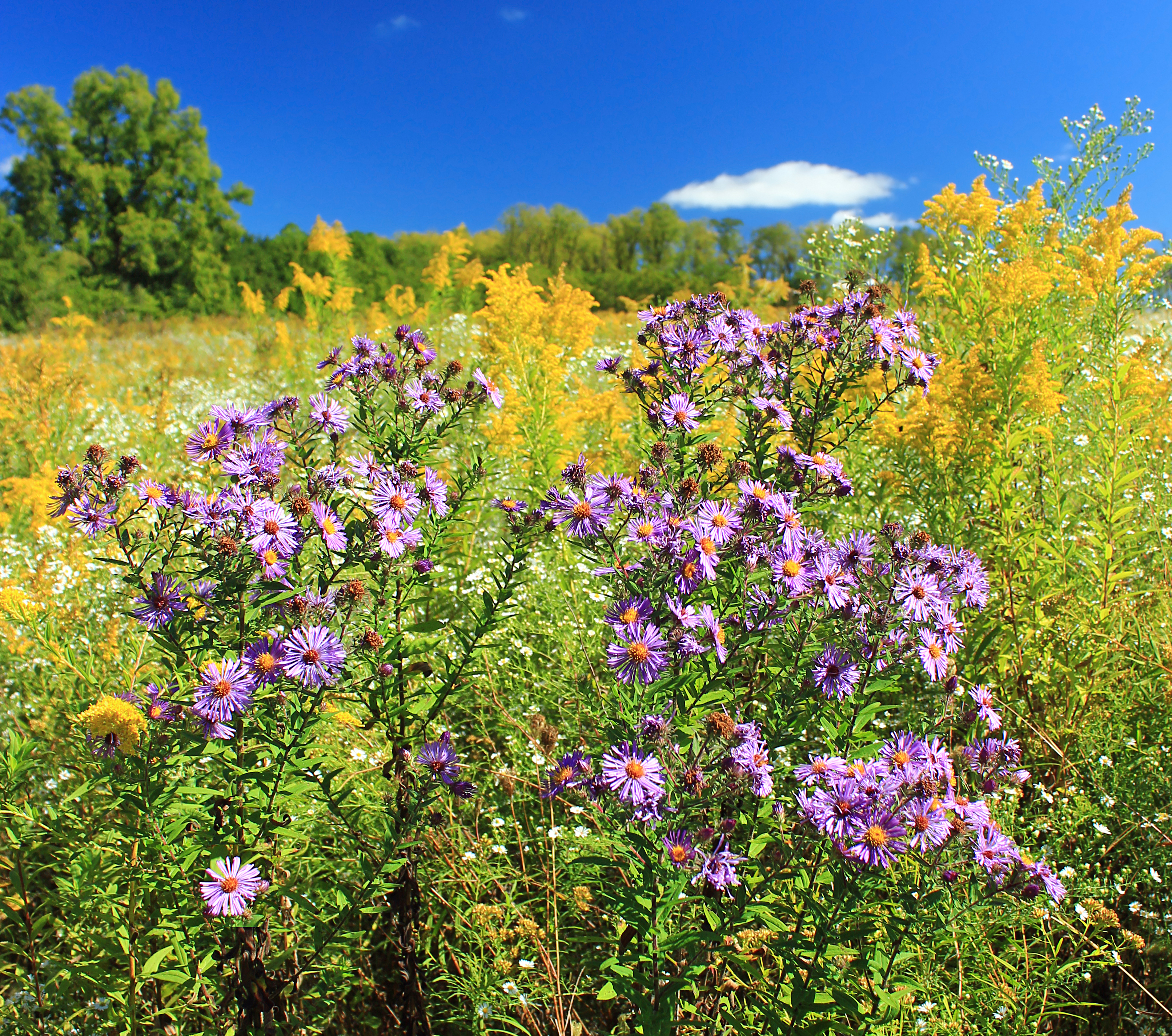
Floración con vara de oro (Solidago)

La Symphyotrichum novae-angliae tiene coeficientes de conservadurismo (valores C) en la Evaluación de la Calidad Florística (FQA) que oscilan entre 0 y 8 dependiendo de la región de evaluación. Cuanto mayor es el valor C, menor es la tolerancia de la especie a las perturbaciones y mayor es la probabilidad de que crezca en una comunidad natural anterior al asentamiento. En las Dakotas, por ejemplo, la S. novae-angliae tiene un valor C de 8, lo que significa que sus poblaciones se encuentran en áreas naturales remanentes de alta calidad con poca degradación ambiental pero que pueden tolerar algunas perturbaciones periódicas. La S. novae-angliae tiene un valor C de 8, lo que significa que sus poblaciones se encuentran en áreas naturales remanentes de alta calidad con poca degradación ambiental, pero que pueden tolerar algunas perturbaciones periódicas. Por el contrario, para los pinares costeros atlánticos de Massachusetts, Nueva York y Rhode Island, se le ha dado un valor C de 1, lo que significa que su presencia en lugares de esa ecorregión proporciona poca o ninguna confianza de un hábitat remanente.

### Reproducción
La Symphyotrichum novae-angliae se reproduce sexualmente mediante semillas dispersadas por el viento y asexualmente (vegetativamente) mediante rizomas cortos. La especie es en gran medida incapaz de autopolinizarse y requiere polinización cruzada para la producción de semillas. Las flores liguladas de las especies del género Symphyotrichum son exclusivamente femeninas, cada una con un pistilo pero sin estambre, mientras que las flores del disco son andróginas, cada una con partes reproductoras masculinas y femeninas.

### Polinizadores y buscadores de alimentos
Las semillas de S. novae-angliae son una importante fuente de alimento en otoño e invierno para los pájaros cantores. Además, una gran variedad de insectos generalistas que se alimentan de néctar visitan la planta, como mariposas, polillas, hormigas, moscas y abejas. Es muy visitada por abejorros de lengua larga, como el abejorro dorado del norte (Bombus fervidus) y el abejorro medio negro (Bombus vagans), y menos por especies de lengua corta. Algunas abejas recolectan polen además de néctar, como la abeja cortadora de hojas de mano ancha (Megachile latimanus) y la abeja de cuernos largos de Drury (Melissodes druriellus).

### Plagas y enfermedades

#### Insectos
En esta especie, un insecto que produce agallas, Rhopalomyia astericaulis, produce una agalla en el tallo de 2 cm. Los insectos que minan las hojas incluyen escarabajos (Sumitrosis inaequalis, Systena hudsonias y Microrhopala xerene) y moscas (Agromyza curvipalpis, Agromyza platypera, Napomyza lateralis y Phytomyza albiceps). Una mariposa conocida por alimentarse del áster de Nueva Inglaterra como oruga es la Chlosyne gorgone. El escarabajo verrugoso Exema canadensis se reproduce en S. novae-angliae.

#### Hongos
Entre los hongos que afectan a esta especie se encuentran los mildiu Basidiophora entospora (velloso) y Erysiphe cichoracearum (polvoriento), y el hongo del nudo negro Gibberidea heliopsidis. Los hongos de las manchas foliares incluyen Discosphaerina pseudhimantia y Placosphaeria haydeni (ambos producen manchas negras), así como Ramularia asteris, R. macrospora, y Septoria atropurpurea, esta última produce manchas púrpuras. Se han registrado dos royas en S. novae-angliae: la roya marrón Puccinia asteris y la roya roja Coleosporium asterum.

## Conservación

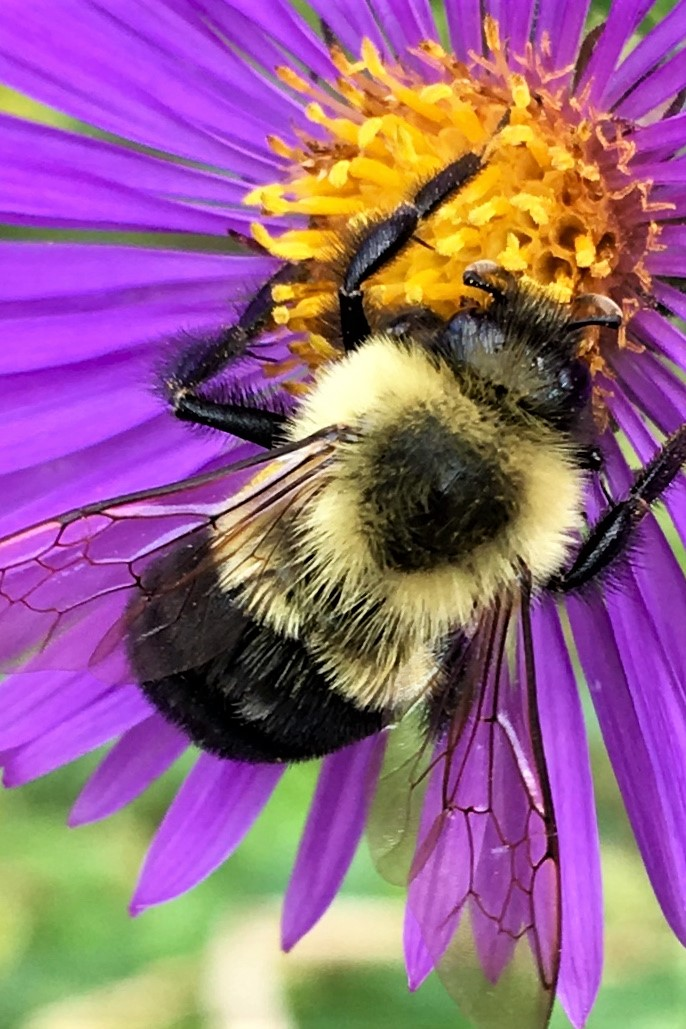
Abejorro común (Bombus impatiens) sobre una flor

En julio de 2021, NatureServe clasificaba a S. novae-angliae como segura (G5) en todo el mundo; posiblemente extirpada (SX) en Oklahoma; críticamente en peligro (S1) en Saskatchewan, Georgia, Carolina del Sur y Wyoming; en peligro (S2) en Colorado; y vulnerable (S3) en Carolina del Norte.

## Usos

### Medicinal
La Symphyotrichum novae-angliae se ha utilizado con diversos fines medicinales. En su Flora médica de 1828, el botánico francés Constantine Samuel Rafinesque escribió lo siguiente sobre su uso para tratar erupciones cutáneas, incluida la dermatitis de contacto inducida por urushiol de la hiedra venenosa y el zumaque venenoso:.

La A. novanglia se emplea en decocción internamente, con una decocción fuerte externamente, en muchas enfermedades eruptivas de la piel: elimina también el estado venenoso de la piel causado por Rhus o Shumac..
Entre los pueblos indígenas de Norteamérica, se ha documentado que los Cheroqui han hecho una cataplasma de las raíces para el dolor, una infusión de las raíces para la diarrea, una infusión de la planta para la fiebre, y han inhalado el exudado de las raíces para el catarro.
Tanto los Meskwaki como los Potawatomi han utilizado la planta para reanimar a la gente: los Meskwaki mediante la fumigación, y los Potawatomi mediante la fumigación. Los iroqueses han hecho una decocción de la planta para la piel débil y de las raíces y hojas para las fiebres. Han utilizado la planta como medicina para el amor.  Han utilizado la planta como medicina para el amor. Tanto los mohawk como los iroqueses han utilizado una infusión de la planta entera en combinación con rizomas de otra planta para tratar a las madres con fiebres intestinales. Los ojibwe han fumado la raíz en pipas para atraer la caza.

### Jardinería

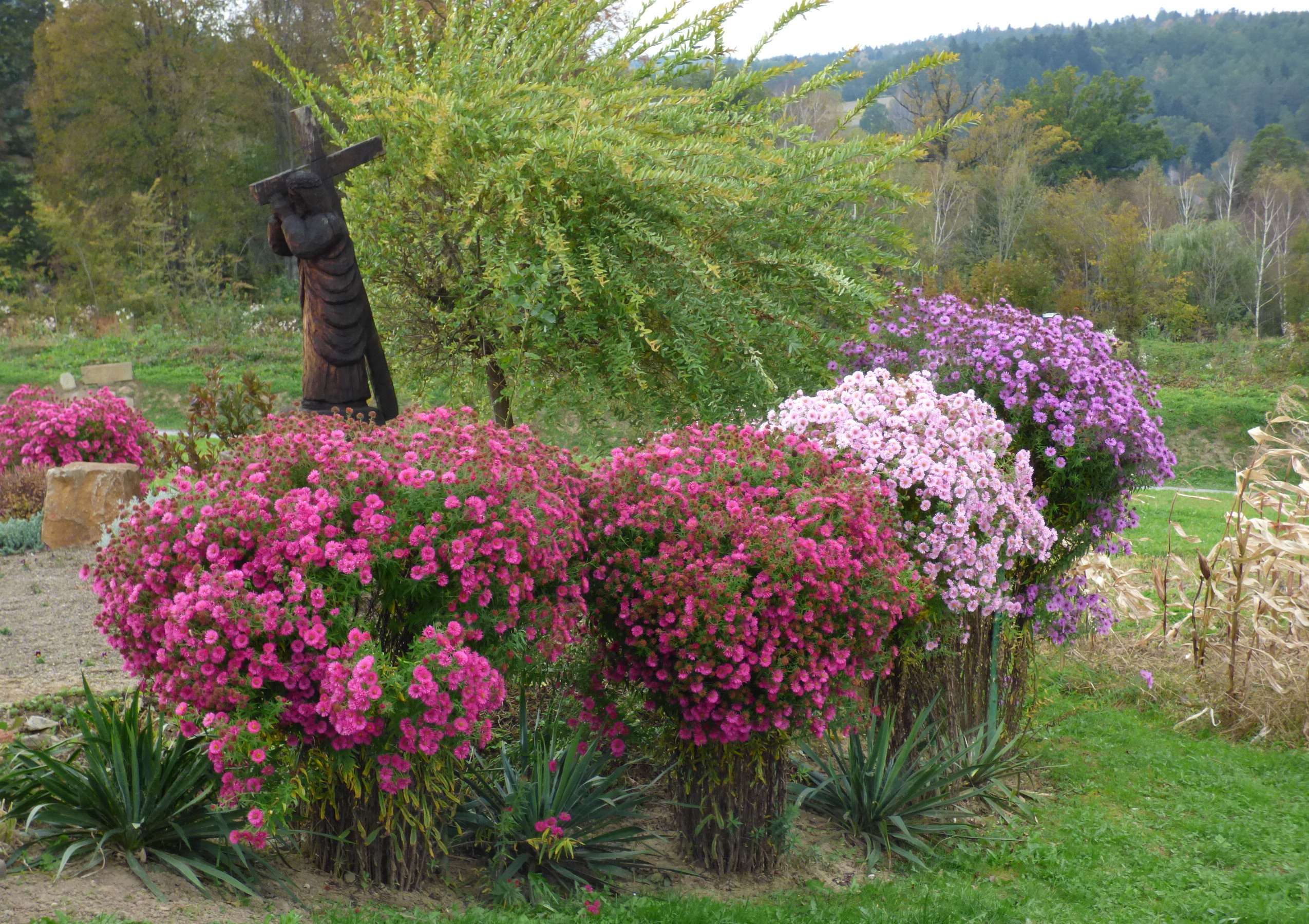
Varios cultivares de áster de Nueva Inglaterra

Se han desarrollado más de 70 cultivares, y unos 50 estaban en el comercio en 2019. Los cultivares de S. novae-angliae crecen entre 90 y 200 centímetros (3 y 6+1⁄2 pies) de altura, con la notable excepción de 'Purple Dome', de 45 cm (1+1⁄2 pies). Popular durante mucho tiempo en Europa, donde se introdujo en el cultivo en 1710, el áster de Nueva Inglaterra solo se ha cultivado comúnmente en Norteamérica más recientemente.
Doce cultivares han recibido el Premio al Mérito en Jardinería (AGM) de la Royal Horticultural Society en diciembre de 2020, incluyendo 'Brunswick' (rosa brillante), 'Helen Picton' (púrpura), 'James Ritchie' (rosa intenso), y 'Rosa Sieger' (rosa rosado).